# Karl Lorch
Karl Lorch (* 13. August 1907 in Nassau an der Lahn; † 26. Juni 1940 in Saarbrücken) war Mitglied der NS-Sturmabteilung, zuletzt SA-Brigadeführer, und von 1933 bis 1940 Landrat (NSDAP) des Oberwesterwaldkreises.

## Leben
Bereits als Student in Köln und Frankfurt war Lorch ab 1927 im Nationalsozialistischen Deutschen Studentenbund aktiv. Zum 1. Dezember 1929 trat er der NSDAP bei (Mitgliedsnummer 172.893). Als überzeugter Anhänger Hitlers brach er 1930 sein Studium ab, um sich voll in den Dienst der SA zu stellen, in der er schnell als Organisator und Redner avancierte. Er wurde Führer der SA-Standarte 365 und schließlich Brigadeführer der SA-Brigade 52.
Am 8. September 1933 wurde er vertretungsweise und am 16. Januar 1934 kommissarisch zum Landrat des Oberwesterwaldkreises ernannt. Seine endgültige Ernennung erfolgte am 27. März 1934. Lorch war zusätzlich stellvertretender Leiter des Sportamtes der nationalsozialistischen Organisation Kraft durch Freude.
Im Zweiten Weltkrieg wurde er als Leutnant beim Angriff auf Frankreich am 19. Juni 1940 bei Lunéville schwer verwundet. Er verstarb am 26. Juni 1940 an den Folgen der Verwundung im Reservelazarett Saarbrücken. In der SA war er zu diesem Zeitpunkt z. V.-Führer der SA-Gruppe Westmark.